# Sverre Løken
Sverre Løken, norveški veslač, * 27. julij 1960.
Sverre je v dvojcu brez krmarja za Norveško na Poletnih olimpijskih igrah 1984 v Los Angelesu osvojil bronasto medaljo. Takrat je veslal v paru s Hansom Magnusom Grepperudom.